# Banmolen

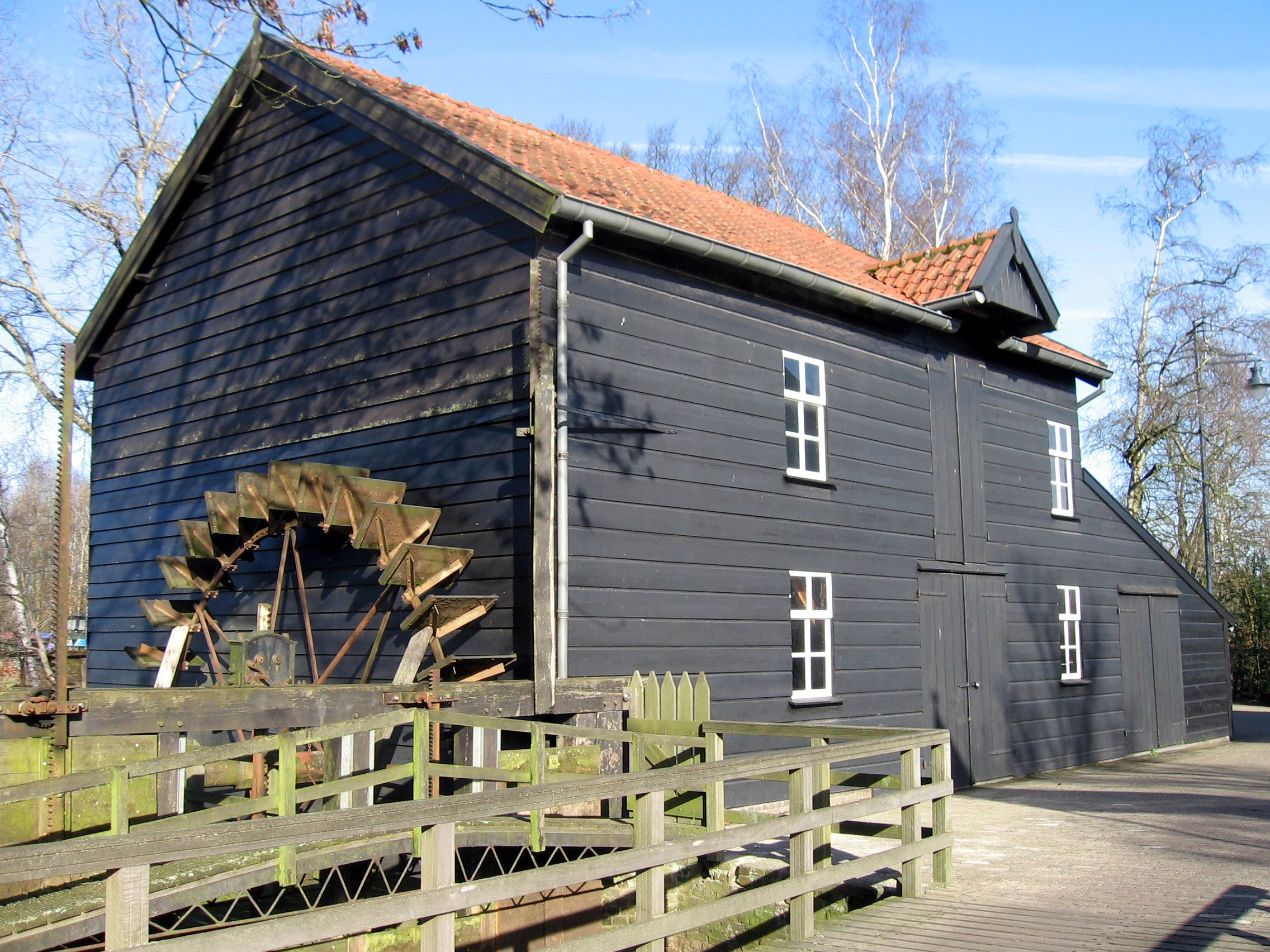
De Venbergse Watermolen, een voormalige banmolen.

Een banmolen of dwangmolen, was een molen waar de naburige boeren verplicht waren hun graan te laten malen. Vaak waren deze molens eigendom van de plaatselijke heer of een andere hogere autoriteit, zoals een abdij, die het wind- of waterrecht voor de molen hadden gekregen. 
Het feodale recht van molendwang is in West-Europa in de twaalfde eeuw ontstaan. Het doel van deze molendwang was inkomsten te krijgen, gebruikelijk was een deel, bijvoorbeeld een tiende, van (de waarde van) de bemalen goederen als betaling te verlangen wanneer men van de machine gebruik had gemaakt.
Voorbeelden van banmolens zijn:
- De Watermolen Sint-Gertrudis-Pede te Schepdaal in het Pajottenland
- De Oude Molen te Valkenburg
- De Groote Molen te Meerssen
- De Caumermolen te Heerlen
- De 's Gravenmolen in Grimbergen
- De Hompesche Molen in Stevensweert
- De Venbergse Watermolen in Valkenswaard
- De Mallumsche Molen nabij Eibergen
- De Broekmolen bij Hoensbroek
- De torenmolen bij Gronsveld
- De Mierlose Standerdmolen in Mierlo
- De Banmolen van Kasteelbrakel, in Kasteelbrakel

Toen omstreeks 1789 tijdens de Brabantse Omwenteling en enkele jaren later met de komst van de Franse tijd in de Nederlanden het feodale systeem werd afgeschaft, werd het ook toegestaan om vrije molens, meest windmolens, op te richten, die de voormalige banmolens beconcurreerden aangezien de boeren nu ook daar hun graan konden laten malen. In 1814 is de molendwang in Nederland door koning Willem 1 bij koninklijk besluit officieel afgeschaft.